# Attila Fenyves
Attila Fenyves (* 5. Jänner 1945 in Fürth, Bayern) ist ein österreichischer Rechtswissenschaftler.

## Leben
Attila Fenyves wuchs in Graz auf, wo er 1963 am Pestalozzi-Gymnasium die Matura ablegte. Ab 1964 studierte er Rechtswissenschaft an der Karl-Franzens-Universität Graz, wo Walter Wilburg zu seinen Lehrern zählte. 1970 wurde er dort sub auspiciis promoviert. Im selben Jahr wurde er Assistent am Institut für Bürgerliches Recht der Universität Graz, 1978 erhielt er die Lehrberechtigung für Bürgerliches Recht und Versicherungsvertragsrecht. Im selben Jahr wurde ihm der Kardinal-Innitzer-Förderungspreis für Rechts- und Staatswissenschaften verliehen.
Per 1. Februar 1980 berief ihn die Universität Graz zum Ordinarius für Bürgerliches Recht. Von 1985 bis 1989 und von 1991 bis 1995 stand er dem Institut für Bürgerliches Recht vor. Zum 1. September 1995 folgte er dem Ruf an das Institut für Zivilrecht der Universität Wien, dem er von 2007 bis 2013 vorstand. Im Herbst 2013 wurde er emeritiert. Er lehrt auch regelmäßig an der Universität Hamburg.
Fenyves ist Herausgeber der Versicherungsrechtlichen Entscheidungssammlung (VersE).